# Joseph Erlanger

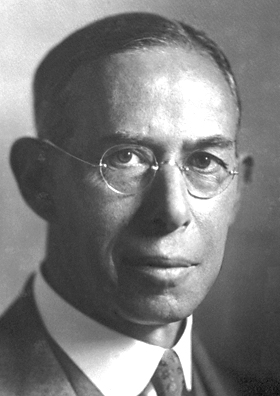
Joseph Erlanger (1944)

Joseph Erlanger (* 5. Januar 1874 in San Francisco, Kalifornien; † 5. Dezember 1965 in St. Louis, Missouri) war ein US-amerikanischer Physiologe, der im Jahre 1944 zusammen mit Herbert Spencer Gasser den Nobelpreis für Physiologie oder Medizin für die Entdeckung unterschiedlicher Arten von Nervenfasern erhielt.

## Familie
Sein Vater Hermann Erlanger stammte aus einem kleinen Dorf in Württemberg und war 1842 mit 16 Jahren völlig allein und mittellos in die Vereinigten Staaten von Amerika, nach New York City, ausgewandert. Landsleute statteten dort den jungen Mann mit dem Nötigsten aus und schickten ihn nach New Orleans, wo er sich als Hausierer im Tal des Mississippi River mühsam durchbrachte. Als der Goldrausch ausbrach, machte sich Herman Erlanger zu Fuß, mit dem Maultier und per Schiff (über Panama) nach Kalifornien auf, um als Goldgräber sein Glück zu versuchen. Er hatte damit keinen besonderen Erfolg und ließ sich schließlich in San Francisco nieder. Er traf dort die Schwester seines Geschäftspartners, Sarah Salinger, die ebenfalls aus Württemberg stammten und heiratete sie. Joseph war das sechste Kind der jüdischen Familie. 
Im Jahr 1906 heiratete Joseph Erlanger Aimée, geborene Hirstel. Aus der Ehe gingen drei Kinder hervor: Margaret (geb. 1908), Ruth Josephine (geb. 1910) und Herman (1912–1959).

## Ausbildung und Beruf
Erlanger besuchte die South Cosmopolitan Public school und wählte dort Deutsch als Fremdsprache. Danach schloss er die San Francisco Boys’ High School ab und wurde im Fach Latein 1891 an der University of California, Berkeley zum Studium zugelassen. Nach Studiengängen in Chemie und Botanik (B.S.) entschied sich Erlanger 1895 für das Medizinstudium an der neu gegründeten medizinischen Fakultät der Johns-Hopkins-Universität in Baltimore. Sein Interesse an experimentellen Forschungsarbeiten zeigte sich bereits in seiner High-School-Abschlussarbeit (Embryologie), und in Baltimore vertiefte er dieses weiter. Zeitweise arbeitete er im histologischen Laboratorium von Lewellys Barker an neurophysiologischen Fragestellungen. 1899 schloss er das Medizinstudium erfolgreich ab (M.D.) und arbeitete anschließend ein Jahr lang als Arzt im Johns Hopkins Hospital bei William Osler. Anschließend war er kurze Zeit in der pathologischen Abteilung tätig und nahm schließlich 1900 das Angebot einer Assistenzprofessur für Physiologie an.
Eine Studienreise nach Deutschland führte Erlanger 1902 in das Laboratorium des Biochemikers Franz Hofmeister nach Straßburg, wo er sich über die neuesten Erkenntnisse über Zusammensetzung und Metabolismus von Protein-Schwefel-Komponenten informierte.
Ab 1906 übernahm Erlanger die Professur für die Fächer Physiologie und physiologische Chemie an der Universität Wisconsin in Madison. Hier erwarb er für das Laboratorium eines der ersten Einthoven-Saitengalvanometer in Amerika.
1910 akzeptierte er einen Ruf an den physiologischen Lehrstuhl der Washington University in St. Louis. Er reorganisierte diesen Fachbereich und machte ihn im Lauf der Zeit zu einer weltweit anerkannten wissenschaftlichen Institution.
1946 zog sich Erlanger aus dem Berufsleben zurück, blieb aber wissenschaftlich aktiv. Er unterrichtete weiter in seinem Laboratorium, beschäftigte sich mit der Geschichte der Physiologie und betreute die medizinische Bibliothek.

## Leistung
1900 gelang ihm die exakte Lokalisation der motorischen Vorderhornzellen im Rückenmark (für einen gegebenen Muskel). Im Jahr darauf publizierte Erlanger (mit A. W. Hewlett) eine experimentelle Arbeit zur möglichen Ausdehnung von Darmresektionen.
Er beschäftigte sich mit der kapillarelektrometrischen Darstellung des kardialen Aktionspotentials (beim Frosch) und beschrieb 1902 ein Sphygmomanometer, das die Bestimmung des maximalen und minimalen arteriellen Drucks sowie des Pulsdruckvolumens ermöglichte.
In Baltimore studierte er mit D. R. Hooker die Kreislauf-Pathophysiologie der orthostatischen Albuminurie. Darüber hinaus entwickelte Erlanger 1904 auf Anregung Oslers eine Klammer, mit der experimentell beim Tier alle Formen atrioventrikulärer Herzrhythmusstörungen durch Druck auf das His-Bündel erzeugt werden konnten, ein Beitrag zur Erforschung der Pathogenese des Morgagni-Adams-Stokes-Syndroms.
1906 versuchte er erstmals, damit Potentiale vom Schädel abzuleiten (ein frühes EEG-Experiment).
Während des Ersten Weltkriegs befasste er sich mit der Behandlung des traumatischen Volumenmangelschocks mit einer Lösung aus Glukose und Akazien-Harz (hochpolymeres künstliches Serum), Entwicklung eines blindfluggeeigneten Instrumentenbretts in Flugzeugen. Anschließend wandte er sich der Analyse der Mechanismen zu, die die Korotkow-Geräusche verursachen (1916).
Ab 1922 arbeitete Erlanger gemeinsam mit dem Pharmakologen Herbert S. Gasser  mehr als zehn Jahre lang an der Erforschung und Darstellung des Aktionspotentials eines Nervenimpulses, damals ein völlig neues Forschungsgebiet. Nach gescheiterten Versuchen mit Eigenkonstruktionen gelang die Bildgebung dieses Aktionspotentials mit Hilfe einer Kathodenstrahlröhre. 1944 wurden beide Forscher für ihre Leistungen mit dem Nobelpreis für Medizin und Physiologie ausgezeichnet.
Erlanger publizierte mehr als 100 wissenschaftliche Beiträge und wurde mit zahlreichen Mitgliedschaften (11), Preisen und Ehrendoktorwürden (7) ausgezeichnet. Am 22. Januar 2009 benannte die Internationale Astronomische Union (IAU) den Krater Erlanger auf dem Mond nach ihm.
Im Jahr 1932 wurde er zum Mitglied der Leopoldina gewählt, 1922 in die National Academy of Sciences und 1927 in die American Philosophical Society.

## Werke
- A study of the metabolism in dogs with shortened small intestines. In: American Journal of Physiology. Band 6, 1902, S. 1
- A new instrument for determining systolic and diastolic blood-pressure in man. In: American Journal of Physiology (Proc.) Band 6, 1902, S. xxii
- A new instrument for determining the minimum and maximum blood-pressures in man. In: Johns Hopkins Hosp Rep. Band 12, 1904, S. 53
- Studies in Blood Pressure Estimations by Indirect Methods. In: American Journal of Physiology. Band 39, 1916, S. 401, und Band 40, 1916, S. 82
- mit Herbert Spencer Gasser: Electrical signs of nervous activity. Philadelphia 1937.